# Каране
Каране (хорв. Karane) — населений пункт у Хорватії, у Копривницько-Крижевецькій жупанії у складі міста Крижевці.

## Населення
Населення за даними перепису 2011 року становило 229 осіб.
Динаміка чисельності населення поселення: